# Fangchenggang
Fangchenggang (cinese: 防城港; pinyin: Fángchénggǎng; zhuang：Fangzcwngzgangj) è una città-prefettura della Regione Autonoma di Guangxi Zhuang, nel sud della Cina.
La città è posta lungo le coste meridionali del Guangxi, non molto distante dal confine con il Vietnam.